# Ким Новак
Ким Новак (енгл. Kim Novak; Чикаго, 13. фебруар 1933) је америчка глумица која је била једна од најпопуларнијих филмских звезда током 1950-их година. Једна од њених најпознатијих улога је она у филму Вртоглавица из 1958. године, који је режирао Алфред Хичкок. Била је једна од три Хичкокове леворуке плавуше. Друге две су биле Ева Мари Сејнт и Типи Хедрен.